# Омаха Мэверикс (футбол)
Омаха Мэверикс (англ. Omaha Mavericks) — студенческая футбольная команда, представляющая Университет Небраски в Омахе в первом футбольном мужском дивизионе NCAA. Располагается в Омахе, штат Небраска. В настоящее время (с 2012 года) команда выступает в конференции Summit League.

## История
Мужская университетская футбольная команда была основана в преддверии сезона 2011 года, в течение которого выступала в первом дивизионе NCAA как независимая школа. Первым тренером стал Джейсон Мимс, который руководил командой в течение первых семи сезонов. В 2012 году «Мэверикс» присоединились к конференции Summit League. В сезоне 2016 команда добралась до финала конференции, но уступила «Денвер Пионирс». На следующий год «Мэверикс» взяли реванш и впервые приняли участие в розыгрыше Кубка Колледжей, где в первом раунде проиграли «ФИЮ Пантерс».
28 марта 2018 года Мимс подал в отставку, чтобы перейти на административную должность в клубе MLS «Реал Солт-Лейк». 2 апреля его сменил тренер-ветеран Боб Уорминг. В сезоне 2020 «Мэверикс» заняли второе место в конференции, но две игры с «Пионирс» были отменены из-за положительных тестов на COVID-19 в составе команды из Денвера. Если бы «Омаха» выиграла те игры, то стали бы чемпионом конференции. Из-за положительных тестов вместо «Пионирс» в розыгрыше Кубка Колледжей приняли участие «Мэверикс», обыграв в первом раунде «УНС Гринсборо Спартанс» и проиграв во втором «Стэнфорд Кардинал». 28 июня 2022 года Уорминга на тренерском посту сменил Донован Доулинг. При нём в сезоне 2023 команда во второй раз стала чемпионом конференции, обыграв в финале «Канзас-Сити Рус», и в третий раз приняла участие в турнире NCAA, уступив в первом раунде «Миссури Стэйт Бирз».

## Достижения
- 1/16-финала NCAA: 2020
- Участие в NCAA: 2017, 2020, 2023
- Победители турнира конференции: 2017, 2023
- Победители регулярного чемпионата конференции (25): 2017, 2023